# Tmarus comellinii
Tmarus comellinii är en spindelart som beskrevs av Garcia-Neto 1989. Tmarus comellinii ingår i släktet Tmarus och familjen krabbspindlar. Inga underarter finns listade i Catalogue of Life.